# Seniorátní jáhen
Seniorátní jáhen v Českobratrské církvi evangelické je duchovní této církve v působnosti určitého seniorátu.
Podle Řádu pro kazatele, oddíl C, čl. 15.2 pracují pod vedením osob určených seniorátním výborem a jsou povinni dbát jejich pokynů. Například seniorátní jáhen Chrudimského seniorátu Michal Branda má na starosti práci s mládeží.
Podle článku 4.3 téhož řádu volí seniorátního jáhna konvent na místa zřízená synodem.